# 鹿児島市立花野小学校
鹿児島市立花野小学校（かごしましりつ けのしょうがっこう）は、鹿児島県鹿児島市花野光ヶ丘一丁目にある公立小学校。

## 概要
1960年代以降花野団地（現在の花野光ヶ丘団地）などの造成により周辺の人口が増加したものの、団地からの最寄りの小学校であった川上小学校は6キロメートルほど距離が離れており、他地区から通う児童の通学路も危険な場所を通ることから、保護者などから学校設置の希望が挙がった。このため1986年（昭和61年）に伊敷小学校、川上小学校、皆与志小学校の各一部が分割され、花野小学校が設置された。

## 通学区域
花野光ヶ丘一丁目及び二丁目、皆与志町のうち皆房地区（旧伊敷村大字皆房）、岡之原町の花野地区、千年一丁目から二丁目の全域が通学区域となっているしかし、中学校に進学する際に花野光ヶ丘と岡之原町（花野）は鹿児島市立緑丘中学校に、皆与志町（皆房）は鹿児島市立河頭中学校に、千年は鹿児島市立伊敷台中学校に通学区域が指定されている。